# Cử tạ tại Thế vận hội Người khuyết tật Mùa hè 2020 – 55 kg Nữ
Nội dung cử tạ 55 kg nữ tại Thế vận hội Người khuyết tật Mùa hè 2020 được tổ chức vào ngày 26 tháng 8 năm 2021 tại Diễn đàn quốc tế Tokyo.

## Kỉ lục
Trước cuộc thi này, các kỷ lục thế giới và Paralympic hiện có như sau.
| Kỉ lục thế giới   | Mariana Shevchuk (UKR) | 133,0 kg | Tbilisi, Gruzia        | 20 tháng 5 năm 2021 |
| Kỉ lục Paralympic | Amalia Pérez (MEX)     | 130,0 kg | Rio de Janeiro, Brasil | 10 tháng 9 năm 2016 |

## Kết quả
| Hạng | Vận động viên               | Khối lượng cơ thể (kg) | Lần cử (kg) | Lần cử (kg) | Lần cử (kg) | Lần cử (kg) | Kết quả (kg) |
| Hạng | Vận động viên               | Khối lượng cơ thể (kg) | 1           | 2           | 3           | 4           | Kết quả (kg) |
| ---- | --------------------------- | ---------------------- | ----------- | ----------- | ----------- | ----------- | ------------ |
| 1    | Mariana Shevchuk (UKR)      | 53,44                  | 125         | 128         | 133         | –           | 125          |
| 2    | Xiao Cuijuan (CHN)          | 54,00                  | 118         | 124         | 126         | –           | 124          |
| 3    | Besra Duman (TUR)           | 54,84                  | 117         | 124         | 126         | –           | 124          |
| 4    | Camila Campos (CHI)         | 54,57                  | 111         | 115         | 117         | –           | 115          |
| 5    | Najat El Garraa (MAR)       | 54,04                  | 108         | 108         | 111         | –           | 111          |
| 6    | Châu Hoàng Tuyết Loan (VIE) | 53,19                  | 95          | 97          | 103         | –           | 103          |
| 7    | Gihan Abdelaziz (EGY)       | 53,54                  | 96          | 100         | 100         | –           | 100          |
| 8    | Wiunawis Hernández (VEN)    | 53,66                  | 93          | 96          | 97          | –           | 97           |
| 9    | Mozah Alzeyoudi (UAE)       | 52,72                  | 76          | 80          | 84          | –           | 80           |